# Бенџамин Смит
Бен Смит (енгл. Benjamin Smith) је енглески глумац рођен 27. децембра 1989. као Бенџамин Смит (Benjamin Smith) у Лондону. 
Најпознатији је по улози Дејмијана Тротера у серији Мућке од 2001. до 2003. године.